# 강진군
강진군(康津郡)은 대한민국 전라남도 서남부에 있는 군이다. 탐진강이 남해의 도암만으로 흘러들면서 평야를 형성한다. 군청 소재지는 강진읍이고, 행정구역은 1읍 10면이다.

## 지리
전라남도의 서남부 해안에 위치하며 편상화강암·신라통, 기타 여러 가지 지질로 구성되어 있다. 남북으로 바지 모양으로 생겼으며 중앙에는 강진만이 좁게 깊숙이 만입하고 해안선은 83km에 이르고 만내에는 유인도 1, 무인도 5개가 있다. 월출산(月出山, 809ｍ)·수인봉(修仁峰, 561ｍ)·부용산(芙蓉山, 608ｍ)·천관산(723ｍ) 등 산이 솟아 있는 외에는 대체로 낮은 구릉성 산지이나 장흥에서 발원하여 강진만에 유입하는 탐진강 유역은 비옥한 농토로서 남해안에서 가장 넓은 평야이다. 면적 495.98km2, 인구 4만 2,828명(2005년 기준)이다.
남해안에 면해 있고 난류의 영향으로 매우 온난한 해양성 기후를 나타내며, 강수량도 많아 난대성 식물이 무성하다. 연평균 기온 13.5도, 1월 평균 1도, 8월 평균 26.5도, 연평균 강수량 1,450mm이다

## 역사
| Daedongyeojido (Gyujanggak) 19-05.jpg | Daedongyeojido (Gyujanggak) 19-04.jpg |
| Daedongyeojido (Gyujanggak) 20-04.jpg | Daedongyeojido (Gyujanggak) 20-03.jpg |

- 도강(道康)은 본래 백제의 도무군(道武郡)인데, 757년에 양무군(陽武郡)으로 개칭하고 고안현(固安縣), 탐진현(耽津縣), 침명현(浸溟縣), 황원현(黃原縣)을 관할하였다. 940년에 도강현으로 강등되어 영암군의 속현이 되었다가, 1172년에 감무가 파견되면서 주현으로 승격하였다.
- 탐진(耽津)은 본래 백제의 동음현(冬音縣)인데, 757년에 탐진현으로 개칭하고 양무군의 영현이 되었다. 940년에 영암군의 속현이 되었다가, 고려 인종이 정안현을 장흥부로 승격시키면서 탐진은 장흥부의 속현이 되었다.
- 1417년 도강현과 탐진현을 강진현(康津縣)으로 통합하였다. 도강의 치소(지금의 병영면)에 전라도 병마절제사영을 두고, 탐진의 치소(지금의 강진읍)에 강진현의 치소를 두었다.
- 1429년 치소를 옛 도강의 송계부곡으로 이전했다가, 1475년에 다시 탐진으로 돌아왔다.
- 1895년 6월 23일(음력 윤5월 1일) 나주부 강진군으로 개편하였다.[2] 이듬해 강진이 관할하던 섬들이 신설 완도군에 편입되었다.

17면 : 군내면(郡內面), 고읍면(古邑面, 옛 송계부곡), 고군면(古郡面, 옛 도강), 초곡면(草谷面), 옴천면(唵川面), 지전면(知田面), 대구면(大口面, 옛 대구소), 칠량면(七良面, 옛 칠량소), 파대면(波大面), 보암면(寶岩面), 안주면(安住面), 백도면(白道面), 호라면(虎羅面), 금천면(錦川面), 대곡면(大谷面), 열수면(列樹面), 이지면(梨旨面)
- 1896년 8월 4일 전라남도 강진군으로 개편하였다.[3]
- 1914년 4월 1일 백도면(현 신전면과 해남군 북일면의 일부)의 월성·향리·만수·좌일·금당·내봉·속리·중산·방책·남촌 등 10개 리를 해남군 북평면에 이속시키는 동시에 완도군 관할이던 가우도를 본군 도암면에 영속시켰다.[4]

| 조선총독부령 제111호 |             |                                                                                                |             |
| 구 행정구역 | 신 행정구역 | 신 행정구역                                                                                    | 신 행정구역 |
| 군내면(郡內面) 교촌리, 탑동/연지리, 동리/서리, 덕동/기동/용동/춘곡리, 고내리/동문리, 괴동/초지리, 신성리/서성리, 송현리/송계리/봉덕리/북송리, 팔암리/두응리/학림리/신천리 일부/(파대면) 조경동 일부, 호산리/학산리/초동                                                                               | 강진면      | 교촌리, 남성리, 남포리, 덕남리, 동성리, 목리, 서성리, 송덕리, 임천리, 평동리, 학명리           |             |
| 지전면(知田面) 월남리/월곡리/옥치리/향일리/봉동, 화전리, 부춘리/보전리/신도리/월정리 | 강진면      | 서산리, 송전리, 춘전리                                                                         |             |
| 호라면(虎羅面) 연동/동리/평리/남향리/시목리, 신리/월형리/금곡리/생동리, 영덕리/갈전리/오산리/호동 | 군동면      | 라천리, 파산리, 호계리                                                                         |             |
| 대곡면(大谷面) 금사리/월산리/왕마리/계산리/하평덕리, 덕천리/양산리, 하신기리/신학리/신평리, 석교리, 관덕리/평덕리, 중산리/장항리/월평리/상대곡리 | 군동면      | 금사리, 덕천리, 삼신리, 석교리, 쌍덕리, 장산리                                                 |             |
| 금천면(錦川面) 서은리/안풍리/내동, 신기리/도안리/지변리, 벽송리/봉산리/풍동, 율산리/화방리/영화리/삼화리 | 군동면      | 금강리, 용소리, 풍동리, 화산리                                                                 |             |
| 백도면(白道面) 논정리/대벌리, 송천리/백화리 일부, 사초리, 노해리/대월리/백룡리, 용정리/백화리 일부, 영수리/어관리 | 도암면      | 벌정리, 송천리, 사초리, 용월리, 용화리, 영관리                                                 |             |
| 보암면(寶巖面) 유자리/덕산리/고전리/보동리/마점리, 신리/석천리/월하리, 사점리/삼인리/수양리/봉양리/장동, 망호리/월곶리/신기리/봉두리/용강리, 용산리/복흥리, 송학리/선장리/표장리/율포리, 옥전리/항촌리/학동                                                                                           | 도암면      | 만덕리, 석문리, 수양리, 신기리, 용흥리, 학장리, 항촌리                                         |             |
| 파대면(波大面) 강성리/산정리/덕정리, 계산리/귀라리/천동, 신덕리/만년동, 자경리/둔덕리/만세리/청룡리/관동/덕동, 팔영리/파동/자경동 일부/(군내면) 신천리 일부, 호동/지석리/동령리/연봉리/회룡리 | 도암면      | 강정리, 계라리, 덕년리, 덕서리, 영파리, 지석리                                                 |             |
| 열수면(列樹面) 행정리/군자리, 내동/신기리, 상당리/중당리/하당리, 신동/용동/죽산리, 야동/복흥리, 구상리/용정리, 평리 | 작천면      | 군자리, 내기리, 삼당리, 삼열리, 야흥리, 용상리, 평리                                           |             |
| 이지면(梨旨面) 효동/중남리/하남리, 토동/이도리, 평지리/기동/(초곡면) 송정리 | 작천면      | 이남리, 토마리, 평기리                                                                         |             |
| 초곡면(草谷面) 갈동/토동/학동/산정리, 우산리/박산리/죽현리 | 작천면      | 갈동리, 현산리                                                                                 |             |
| 안주면(安住面) 신안리/대월리/월송리, 신풍리/영흥리, 청룡리/하소리/동락리/고암리/원중리/호곡리/월강리/월봉리, 월산동/저전리/처인리/호동, 원적리/백운리/안정리/죽전리/월하리 | 성전면      | 송월리, 영풍리, 월남리, 월평리, 월하리                                                         |             |
| 고읍면(古邑面) 금예리/거목리/연당리/월산리/예동, 신예리/장등리/연포리, 낙춘리/오산리/당산리/명동, 양동/용운리/시변리/신호리/마음리, 보전리/월흥리/부흥리, 신기리/수암리/백화리/동령리 | 성전면      | 금당리, 도림리, 명산리, 성전리, 송학리, 수양리                                                 |             |
| 고군면(古郡面) | 고군면      | 상낙리, 지로리, 성동리, 성남리, 박동리, 삼인리, 한학리, 상고리, 중고리, 하고리, 도룡리, 삭양리 |             |
| 대구면(大口面) 청룡리/계치리/율촌리, 구곡리/수인리/고호리, 미산리/당전리/영동/백사리 일부, 중흥리/상분리/명동, 수동/백사리 일부, 영춘리/산동리, 용문리/운곡리/항동, 원포리, 저두리 | 대구면      | 계율리, 구수리, 마량리, 사당리, 상흥리, 수동리, 영동리, 용운리, 원포리, 저두리                 |             |
| 옴천면(唵川面) 기동/좌척리, 개산리, 연동/오추리/죽림리, 구곡리/월산리, 영복리/계산리, 송정리/정동, 신덕리/동막리/황곡리/화동 | 옴천면      | 기좌리, 개산리, 봉림리, 월곡리, 영산리, 정정리, 황막리                                         |             |
| 칠량면(七良面) 월송리/목단리/율변리, 동백리/현천리/벽송리/마치리, 사구리/연주리/명동, 옹점리/사부리/봉황리/덕동, 삼거리/도암리/도강리/신흥리/농소리, 구로리/송산리, 계동/정동/영평리/송촌리, 연곡리/운산리/영동리, 영풍리/만복리/한림리, 아산리/장포리/반계리, 응암리/고현리/신평리, 학동/부동/중흥리 | 칠량면      | 단월리, 동백리, 명주리, 봉황리, 삼흥리, 송로리, 송정리, 영동리, 영복리, 장계리, 현평리, 흥학리 |             |
9면 : 강진면, 군동면, 칠량면, 대구면, 도암면, 성전면, 작천면, 고군면, 옴천면
- 1931년 4월 1일 고군면을 병영면으로 개칭하였다.[5]
- 1937년 7월 1일 강진면이 강진읍으로 승격하였다.[6]
- 1973년 7월 1일 도암면 남부의 7개 리를 분할하여 신전출장소를 설치하였고, 도암면 영파리를 강진읍에 편입하였다.
- 1974년 10월 26일 도암면 신전출장소를 군 출장소로 승격시켰다.
- 1980년 1월 1일 강진읍 송전리를 2개 마을에서 3개 마을(송정·장전·화전)로 분리하였다.
- 1982년 5월 10일 대구면 남부의 5개 리를 분할하여 마량출장소를 개소하였다.
- 1983년 2월 15일 신전출장소를 신전면으로 승격하였다.
- 1989년 4월 1일 마량출장소가 마량면으로 승격하였다.
- 1990년 8월 1일 해남군 옥천면 봉황리를 도암면으로 편입하였다.

## 행정 구역
강진군의 행정 구역은 1읍 10면으로 구성되어 있다. 강진군의 면적은 500.28 km2이며, 인구는 2015년 12월 말 주민등록 기준으로 3만8758 명, 1만8577 가구이다.
| 읍면   | 한자   | 면적   | 인구   | 세대   | 행정구역 |
| ------ | ------ | ------ | ------ | ------ | -------- |
| 강진읍 | 康津邑 | 50.91  | 15,021 | 6,496  |          |
| 군동면 | 郡東面 | 60.69  | 4,438  | 2,165  |          |
| 칠량면 | 七良面 | 59.69  | 2,759  | 1,411  |          |
| 대구면 | 大口面 | 33.53  | 1,408  | 729    |          |
| 도암면 | 道岩面 | 69.42  | 2,993  | 1,506  |          |
| 신전면 | 薪田面 | 40.42  | 2,004  | 1,027  |          |
| 성전면 | 城田面 | 64.69  | 3,214  | 1,613  |          |
| 작천면 | 鵲川面 | 44.15  | 2,096  | 1,121  |          |
| 병영면 | 兵營面 | 26.99  | 1,985  | 1,034  |          |
| 마량면 | 馬良面 | 20.11  | 2,037  | 1,030  |          |
| 옴천면 | 唵川面 | 29.68  | 803    | 445    |          |
| 강진군 | 康津郡 | 500.28 | 38,758 | 18,577 |          |

## 인구
강진군의 연도별 인구 추이
| 연도   | 총인구    |  |
| ------ | --------- |  |
| 1960년 | 115,560명 |  |
| 1966년 | 126,812명 |  |
| 1970년 | 115,699명 |  |
| 1975년 | 107,499명 |  |
| 1980년 | 91,811명  |  |
| 1985년 | 79,120명  |  |
| 1990년 | 70,592명  |  |
| 1995년 | 49,151명  |  |
| 2000년 | 44,055명  |  |
| 2005년 | 36,648명  |  |
| 2010년 | 34,204명  |  |
| 2020년 | 34,724명  |  |

## 산업
주생업은 농업이지만 내륙 깊숙이 파고들어 온 강진만은 풍파가 없어 좋은 어업 근거지를 이루고 있다. 연안에는 염전과 양식업이 발달하여 이곳 경제에 곧 도움을 주고, 특히 도자기 제조는 예로부터 유명하다.주요 농산물은 쌀 이외에 쌀보리·맥주보리와 마늘·고추·배·포도와 다양한 원예작물, 그리고 죽세공품·면직·견직물 등이다. 수산물은 조기·갈치·김·조개류·소금 등이며 연안에는 패류와 해조류를 비롯한 양식업이 성하다.규석광산과 고령토가 산출되어 도자기제조업이 성하다. 고려청자의 산지로 유명하며 대구면에는 고려시대의 도요지가 많이 있다.

### 특산물
딸기·오이·방울토마토·파프리카·배·단감·유자·느타리버섯·표고버섯·영지·아가리쿠스·토하젓 등이 유명하다.

## 교통
철도는 아직 없으나 강진을 중심으로 남해고속도로 (영암순천선)와 국도가 북으로는 영암, 서로는 해남, 남으로는 마량, 동으로는 장흥에 연결된다. 강진만은 연안항로가 트여 수륙이 모두 편리한 교통의 요지이다. 철도의 경우 경전선 임성리역 ~ 보성역 구간이 신설되면 강진군을 경유할 예정이다.

## 문화·관광
만덕산 계곡의 백련사(白蓮寺)는 동백나무숲으로 유명하며 도암면 만덕리에 정약용이 유배되어 머물던 다산초당이 있다. 대구면에는 100여 개의 도요지가 산재해 있다. 강진읍 탑동(塔洞)에는 시인 김영랑의 생가가 있으며 문화재로는 국보 제13호인 무위사 극락전을 비롯하여 선각대사 편광탑비 등 보물 4점, 대구면 사당리(沙堂里)의 푸조나무 등 천연기념물 4점이 있다.
- 금곡사 삼층석탑

보물 제829호. 높이 5.6 미터. 군동면 파산리 산 143 소재. 기단중석의 전·후·측면에서 각기 1매씩의 판석이 유실된 상태였고 갑석에서도 부분적으로 파손되어 원형의 모습을 잃은 채 보존되어 왔었다. 1988년 해체 복원공사를 실시하였으며, 이때 세존진신사리 32괴가 발견되었다. 삼층석탑으로서는 5 미터가 넘는 거탑이다. 전형양식을 고수하면서도 기단부 구성이나 옥개석의 우동마루 등 일부에서 백제계 석탑의 분위기가 약간 가미되고 있다. 조성연대는 고려 초반기로 추정된다.
- 무위사 극락전
- 무위사 선각대사탑비

보물 제507호. 탑신 높이는 2.35 미터, 폭은 1.12 미터이다. 고려 초기의 탑비. 강진군 성전면 월하리 1174 소재. 탑제는 “고려국고무위갑사선각대사편광암탑명병존”이라 시작하여 찬자 최언위와 서자 유훈율의 관등성명을 기록하고 있다. 대사의 법휘는 형미, 속성은 최씨이다. 신라 헌강왕 8년(882년) 18세에 구례 화엄사에서 폐족계를 받았으며, 그 후 가지산 보림사 구산선문의 태두인 보희선사에게 선법을 배운 뒤 27세에 인당 운거도응의 심인을 받고 효공왕 9년(905년)에 귀국하여 강진 무위갑사에 머물렀다. 비를 세운 개운삼 년은 고려 정종 원년(946년)으로 대사의 입적 후 28년이 되는 해이다. 비는 극락보전 서방 약 30미터에 위치하고 있으며 석재 원장 내에 남향을 하고 있다. 명부의 조기는 당대의 타비에 비해 사실성의 경향을 띠었다. 특히 조각예술로서의 우수성을 나타내고 있다.
- 월남사지 삼층석탑
- 영랑 생가

1930년대 대표적 서정시인 영랑 김윤식의 생가로 이곳에서 〈모란이 피기까지는〉 등 60여 편의 시를 발표하였고 1948년까지 이곳에서 생활했다. 현재 군에서 관리하고 있으며 그의 시비가 있다.
- 시문학파기념관
- 다산 초당
- 백련사
- 강진 갯벌
- 강진청자문화제
- 강진도예연구소 계절대학

## 스포츠

### 야구
2010년부터 2013년까지 넥센 히어로즈의 2군 팀이 강진 베이스볼 파크를 홈구장으로 사용했다.

## FM 라디오 주파수 방송 목록
- 88.1 - 광주KBS 제2라디오 해피FM (해남 대둔산)
- 88.3 - 전주KBS 제1라디오 (구례 노고단)
- 89.1 - 목포MBC 표준FM (해남 대둔산)
- 89.7 - BBS 광주불교방송 (광주 무등산)
- 90.5 - 광주KBS 제1라디오 (광주 무등산)
- 91.5 - 광주MBC FM4U (광주 무등산)
- 92.3 - 광주KBS 클래식FM (광주 무등산)
- 93.1 - febc 광주극동방송 (광주 무등산)
- 93.9 - 광주MBC 표준FM (광주 무등산)
- 94.7 - 남도국악방송 (해남 대둔산)
- 95.1 - 광주MBC FM4U (구례 노고단)
- 95.5 - 광주KBS 제2라디오 해피FM (광주 무등산)
- 96.5 - KFN 라디오 (광주 무등산)
- 97.3 - TBN 광주교통방송 (광주 무등산)
- 98.1 - 광주CBS 음악FM (광주 무등산)
- 98.3 - 목포KBS 클래식FM (목포 양을산)
- 98.7 - GGN 글로벌광주방송 (광주 무등산)
- 99.3 - 광주국악방송 (광주 무등산)
- 99.9 - cpbc 광주가톨릭평화방송 (광주 무등산)
- 100.5 - febc 목포극동방송 (목포 양을산)
- 101.1 - 광주kbc 마이FM (광주 무등산)
- 101.7 - 전주MBC 표준FM (구례 노고단)
- 102.3 - 목포MBC FM4U (목포 양을산)
- 103.1 - 광주CBS 표준FM (광주 무등산)
- 104.1 - EBS 라디오 (해남 대둔산)
- 104.5 - 전주KBS 클래식FM (구례 노고단)
- 105.3 - EBS 라디오 (광주 무등산)
- 105.9 - 목포KBS 제1라디오 (해남 대둔산)
- 106.7 - EBS 라디오 (목포 양을산)
- 106.9 - EBS 라디오 (장흥)
- 107.5 - EBS 라디오 (구례 노고단)
- 107.9 - WBS 광주원음방송 (광주 무등산)

## 자매 도시
- 대한민국 경기도 남양주시
- 대한민국 부산광역시 금정구
- 대한민국 서울특별시 관악구
- 대한민국 광주광역시 동구
- 네덜란드 자위트홀란트주 호린험
- 일본 나가사키현 히가시소노기군 하사미정
- 미국 워싱턴주 스노퀄미